# Tortonne
Die Tortonne ist ein kleiner Fluss in Frankreich, der im Département Calvados in der Region Normandie verläuft. Sie entspringt im nordwestlichen Gemeindegebiet von Balleroy-sur-Drôme, entwässert anfangs  Richtung Norden, schwenkt dann auf Nordwest, erreicht den Regionalen Naturpark Marais du Cotentin et du Bessin und mündet nach rund 18 Kilometern im Gemeindegebiet von Trévières als linker Nebenfluss in die Aure. In ihrem Mittelabschnitt quert die Tortonne die Bahnstrecke Mantes-la-Jolie–Cherbourg.

## Orte am Fluss
(Reihenfolge in Fließrichtung)
- Hameau de la Fôret, Gemeinde Balleroy-sur-Drôme
- Le Bas Hamel, Gemeinde Le Tronquay
- La Rochelle, Gemeinde Le Molay-Littry
- Longeau, Gemeinde Crouay
- Le Sault Bénard, Gemeinde Le Breuil-en-Bessin
- Blay
- Saon
- Saonnet
- Rubercy
- Le Beau Moulin, Gemeinde Trévières

## Sehenswürdigkeiten
- Moulin du Bosc (auch Le Beau Moulin genannt), alte Wassermühle an der Flussmündung mit Ursprüngen aus dem 17. Jahrhundert – Monument historique[4]